# メルセルケビール海戦
メルセルケビール海戦（メルセルケビールかいせん、Attack on Mers-el-Kébir）は、第二次世界大戦でのイギリス海軍とフランス海軍との間の海戦（地中海攻防戦）。北アフリカ仏領アルジェリアの主要港オラン（メルス・エル・ケビール）に停泊していたヴィシー陣営の海軍艦艇に対し、1940年7月3日にイギリス海軍のH部隊が艦砲射撃を加えて甚大な被害を与えた。カタパルト作戦の一局面であり、英仏関係の悪化につながった。

## 背景
1940年（昭和15年）5月、ドイツ軍 (Wehrmacht) は西部戦線で攻勢に出て、連合国軍は大敗した。イギリス海外派遣軍はダイナモ作戦を発動し、ヨーロッパ大陸からドーバー海峡を越えてブリテン諸島に撤退した。
6月10日、イタリア王国が枢軸陣営として連合国に宣戦布告し、地中海戦線が形成された。
6月22日、フランスはドイツと独仏休戦協定を、6月24日にイタリアと休戦協定を締結し、事実上降伏した（ナチス・ドイツによるフランス占領）。フランス本国では、ペタン元帥が率いる親独のヴィシー政権が発足する。ヴィシー政権はドイツと和解して自由地域を統治することになり、軍事的には中立を宣言した。そして同政権に帰属することになったヴィシー軍のフランス海軍も、枢軸陣営および連合国のいずれへの協力もしない中立の立場をとった。休戦の条件の一つに、フランス海軍の艦艇を枢軸陣営に引き渡さないことが盛り込まれていたのである。ドイツ海軍は失望したが、ヒトラー総統は「フランス艦隊がイギリスに渡らなければ、当面はそれで良い」との判断であった。
この時点で、フランス艦隊の主力艦（ダンケルク級戦艦、プロヴァンス級戦艦、クールベ級戦艦）は健在であった。
フランス陸軍のシャルル・ド・ゴール将軍はフランスからイギリスに脱出した。そして6月18日の呼びかけをおこなう。イギリスにおいて自由フランス（亡命政権）が樹立し、同時に自由フランス軍も発足する。ヴィシー政権と自由フランス政府が樹立した時のイギリス首相は、ウィンストン・チャーチル卿であった。
フランス降伏前、チャーチル首相はアメリカ合衆国が第二次世界大戦に参戦するようにフランクリン・ルーズベルト大統領を説得していた。5月21日には「アメリカが参戦しないなら、イギリスはドイツに降伏し、イギリス海軍の艦艇がドイツ海軍に合流するかもしれない」と訴えた。チャーチルの不用意な発言により、ルーズベルト大統領など合衆国政府はイギリスの抗戦意欲を疑い、イギリス海軍の拠点を北アメリカ大陸のカナダに移転する検討をはじめてしまう。
イギリスは、ヴィシー政権側フランス海軍の艦船がナチス・ドイツの軍門に下り、ドイツ海軍 (Kriegsmarine) が飛躍的に強化されることを怖れた。
連合国のシーレーンは、既にUボート、仮装巡洋艦、ポケット戦艦の脅威に晒されていたのである。
チャーチル首相としても、アメリカ合衆国と世界に徹底抗戦の意志を最大限アピールするため、具体的な行動を必要としていた。イギリス海軍はフランス艦隊（ヴィシー陣営）が枢軸陣営（ナチスドイツ、イタリア王国）に渡らないように、イギリス軍もしくは自由フランス軍の指揮下に入れるか、無力化するための作戦行動を起こす。これがカタパルト作戦である。
フランス戦艦は以下のような扱いを受けた。イギリス本土に滞在していたクールベ級戦艦のクールベとパリはイギリス軍に接収され、のちに自由フランス軍の自由フランス海軍に編入された（自由フランス海軍艦船一覧）。同級のオセアン (Océan) はフランス本国にいて、カタパルト作戦の脅威に晒されなかった。
フランス地中海艦隊（ゴドフロイ提督）X部隊に所属しアレクサンドリアにいたプロヴァンス級戦艦のロレーヌ (Lorraine) は、イギリス地中海艦隊に抑留され、後日あらためて自由フランス海軍に編入された。
アルジェリアのオラン（メルス・エル・ケビール）に停泊していたプロヴァンス級戦艦2隻と、ダンケルク級戦艦2隻に対し、ジブラルタルを拠点とするイギリス海軍のH部隊が攻撃をおこなったのが、本海戦である。

## 両軍の部隊

### イギリス
- 巡洋戦艦
  - フッド[2]（H部隊、サマヴィル提督旗艦）[50]
- 戦艦
  - レゾリューション、ヴァリアント
- 航空母艦
  - アーク・ロイヤル
- 軽巡洋艦
  - アリシューザ、エンタープライズ
- 駆逐艦
  - フォークナー、フォックスハウンド、フィアレス、フォレスター（英語版）、フォアサイト、エスコート、ケッペル（英語版）、アクティヴ、レスラー（英語版）、ヴィデット（英語版）、ヴォアティガーン（英語版）

### フランス
- 戦艦
  - ダンケルク（襲撃部隊旗艦）、ストラスブール、ブルターニュ、プロヴァンス
- 水上機母艦
  - コマンダン・テスト
- 大型駆逐艦
  - モガドール、ヴォルタ（英語版）、ル・テリブル、ケルサン、ランクス（英語版）、ティーグル（英語版）

## 推移

メルセルケビール軍港の位置

フランスでヴィシー政権が成立した頃、北ヨーロッパではノルウェー攻防戦（ヴェーザー演習作戦）がドイツ軍の勝利で終わった。この勝利に貢献したドイツ海軍だが、イギリス海軍との戦闘で大打撃を受けてしまう。
南ヨーロッパに目を向けると、6月10日にイタリアが参戦した後の連合国軍は、地中海の東半分をイギリス海軍の地中海艦隊が受け持ち、西半分をフランス海軍が担当することでイタリア王立海軍 (Regia Marina) に対抗していた。ところがフランスの脱落（ヴィシー政権の中立化）とイタリア海軍の増強により、パワーバランスはイギリス海軍にとって著しく不利となった。
海軍本部はドイツ海軍の弱体化を踏まえて、イギリス本国海域から強力な艦隊を引き抜いてジブラルタルに派遣し、西地中海の担当とした。これがジェームズ・サマヴィル中将が率いるH部隊 (Force H) である。同提督は巡洋戦艦フッド (HMS Hood) に将旗を掲げた。イギリス海軍が保有する航空母艦も減少していたが、その中から貴重な正規空母アーク・ロイヤル (HMS Ark Royal, 91) がH部隊に配属された。
6月28日、自由フランス軍に合流するためフランス本土を脱出したエミール・ミュズリェ提督がジブラルタルに到着し、北大西洋部隊司令官（ジブラルタル駐留イギリス軍）のダドリー・ノース提督に出迎えられた。ミュズリェ提督はドゴール将軍の元に馳せ参じた最初のフランス海軍将官であり、自由フランス海軍 (Forces navales françaises libres、FNFL) を率いることになった。
7月2日、サマヴィル中将が率いるH部隊は、巡洋戦艦フッド（H部隊旗艦）、Q.E級戦艦ヴァリアント (HMS Valiant) 、R級戦艦レゾリューション (HMS Resolution) 、空母アーク・ロイヤル (HMS Ark Royal, 91) 、軽巡洋艦（アリシューザ、エンタープライズ）、駆逐艦11隻という戦力でジブラルタル海軍基地を出撃した。7月3日朝、H部隊はメルセルケビール沖に到着した。

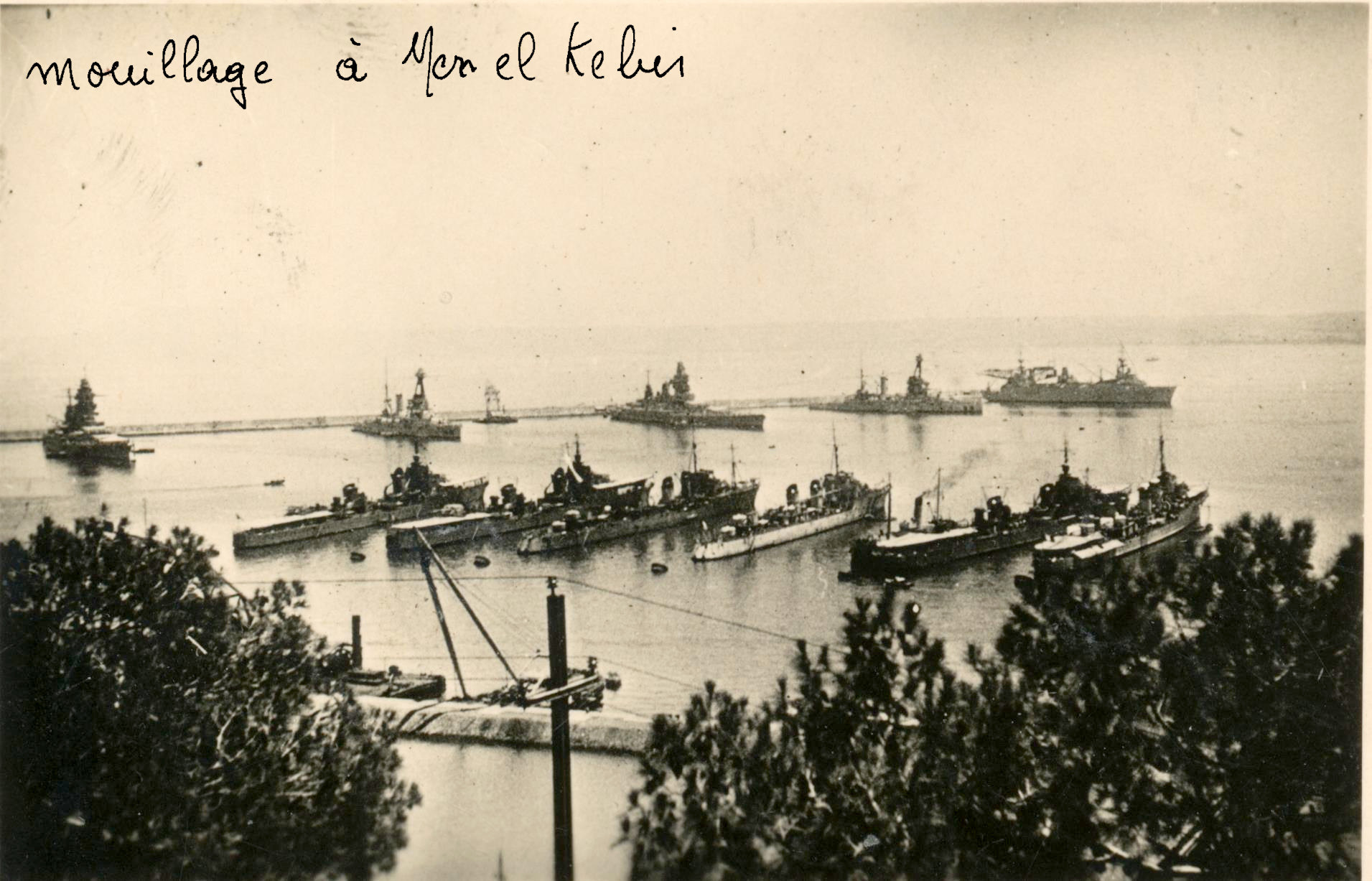
海戦前のメルセルケビール軍港

この時点におけるメルセルケビールには、フランス海軍襲撃部隊司令長官兼第1艦隊司令長官ジャンスール提督麾下の高速戦艦2隻（ダンケルク、ストラスブール）、超弩級戦艦2隻（プロヴァンス、ブルターニュ）、水上機母艦「コマンダン・テスト」 (Commandant Teste) 、駆逐艦6隻が停泊していた。また、近くのオランにも駆逐艦や潜水艦などが存在した。
H部隊は、交渉役としてセドリック・ホランド大佐（アーク・ロイヤル艦長）を派遣した。ホランド大佐は駆逐艦フォックスハウンド (HMS Foxhound, H69) に乗艦してオラン港へ移動する。ジャンスール提督に面会を拒絶されたので、ダンケルクに勤務していた旧知のフランス士官を通じて交渉をおこなった。そしてフランス軍に対し5つの選択肢からなる最後通牒を突きつけた。内容は以下の通りである。
(1) 再び連合国陣営に加わり枢軸陣営と戦う。
(2) 艦艇をイギリスの港に回航する。
- 乗員はできるだけ早く送還し、艦艇が被害を負った場合は補償する。

(3) 西インド諸島、又はアメリカの港に向かう。
- ドイツの配下になることに抵抗があるなら西インド諸島へ向かい、非武装化できるならアメリカへ向かう。

(4) 自沈する。
- もし、公式な申し出を拒否すれば6時間以内に自沈を行うよう要求する。

(5) 戦闘を交える。
- イギリス国王陛下の政府からの要請に基き、どんな手を使ってでもドイツの手に渡ることを防がねばならない。

港内のフランス艦隊配置と行動。

フランスにとって、(1)と(2)はドイツとの休戦条件によって、到底受け入れられる内容ではなかった。休戦条件の違反を口実にドイツからフランスに残る残存艦艇を接収されかねないためである。また、(4)と(5)も、この時点ではまだ味方意識の残るイギリスとは戦闘を行いたくなかったため、選択することは出来ない。残された(3)を検討しようにも、折から海軍本部をヴィシーへ引越している最中で連絡もおぼつかない。09時にフランス側は交渉役のホランド大佐に対し、「フランス艦艇がドイツ・イタリアの手に渡る事が無いことを保障すること、さらにフランス海軍は不当な攻撃には武力を持って反撃をする用意があること」を申し入れ、明確な回答を避けた。これに対し、イギリス側はフランス側から明確な回答がないことを口実として、空母アーク・ロイヤル（艦長ホランド大佐）から第800飛行隊のブラックバーン スクアとソードフイッシュが発進、ソードフィッシュが湾口への磁気機雷の投下を実行し、戦闘への準備を行っていた。
交渉の回答期限は15時だったが、ジャンスール提督が旗艦ダンケルクにおいてホランド大佐との面会に応じたので、17時30分まで延長された。洋上では、イギリス海軍本部がサマヴィル提督（H部隊）に対し、フランス巡洋艦戦隊がアルジェリアからオラン港にむけ移動中なので、決着をつけろと下令していた。サマヴィル提督はホランド大佐が軍港から退避したあと、なおジャンスール提督の心変わりを期待して、17時30分を超過しても待ち続けた。
17時54分、ついにH部隊の大型艦（フッド、ヴァリアント、レゾルーション）が砲撃を開始した。フランス艦隊の大型艦は港湾の形状上、艦首を陸上側に向けた格好で停泊していたために、艦尾側の火力で対応する必要に迫られた。このことにより四連装砲塔2基を艦首側に集中配置していたダンケルク級戦艦2隻は主砲による砲撃が出来なかった。
姉妹艦の脱出を援護していた旗艦ダンケルクには、イギリス戦艦群が装備する15インチ（38.1センチ）主砲弾4発命中した。水線下と二番主砲塔に被害を受けたのち、電力系に損傷を受け、沈黙した。その後、故意に浅瀬に座礁せざるをえなくなった。ダンケルクでは210名が死亡した。

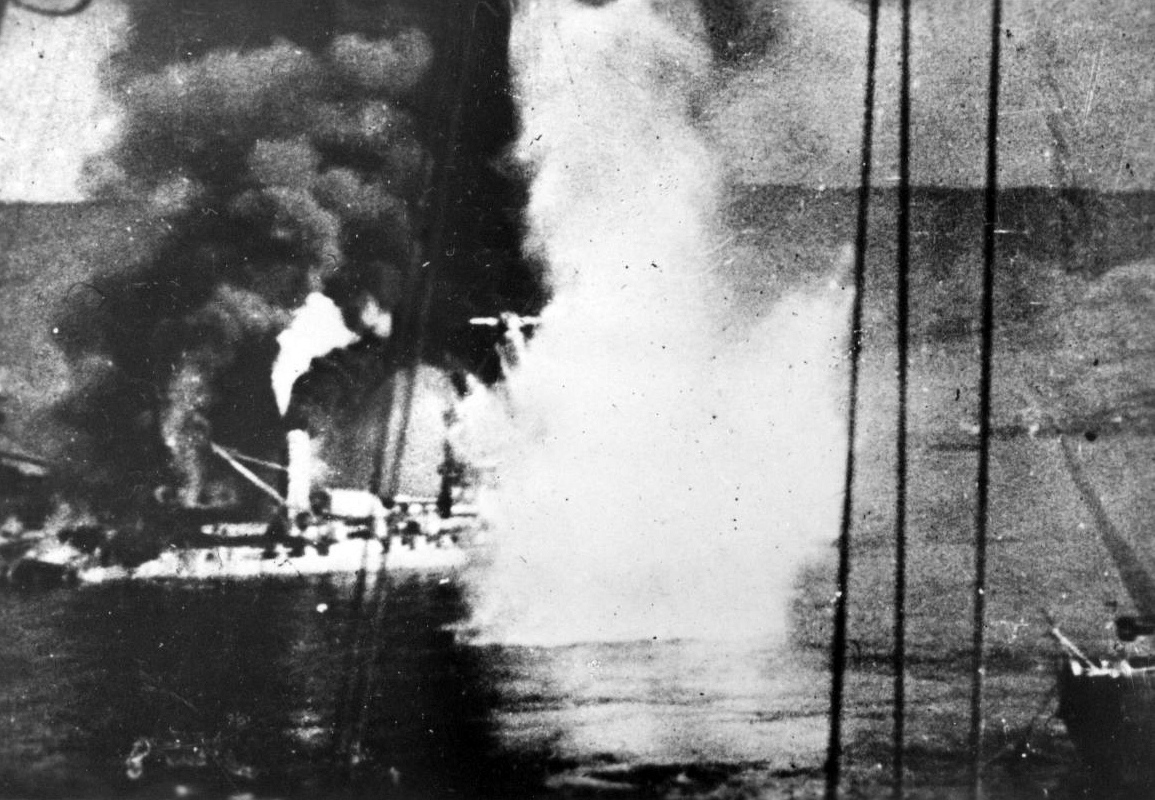
イギリス艦隊からの砲火を浴びる戦艦「ブルターニュ」。

戦艦プロヴァンスは、ダンケルクの出港を待っている間に15インチ砲弾が命中し、沈没を防ぐために直進して浅瀬に座礁した。
戦艦ブルターニュは停泊中に15インチ砲弾を浴びて爆発し、18時9分に沈没した。死者は977名。駆逐艦モガドールが被弾して爆雷の誘爆により大きな被害を出し、38名が戦死した。
上空では、アークロイヤル飛行隊（スクア、ソードフィッシュ）と、フランス空軍機（H.75、MS406）の空中戦が行われていた。空戦でソードフィッシュ1機が撃墜された。またフランス陣営のロワール 130飛行艇6機がH部隊を攻撃したが、アークロイヤル艦上機に排除されたという。
H部隊（サマヴィル提督）はジャンスール提督が再考してくれることを期待し、ブルターニュが爆発したあと砲撃を控えていた。その頃、高速戦艦ストラスブール（艦長コリネット大佐）が機雷を突破して港湾からの脱出に成功し、駆逐艦や通報艦と共に地中海へ乗り出す。H部隊はストラスブールを撃沈するためアーク・ロイヤルから3度にわたり攻撃隊を送ったが、戦果をあげられなかった。対空砲火でソードフィッシュ2機が撃墜され、搭乗員は英駆逐艦レスラーに救助された。
ブルターニュの爆煙で港がよく見えなかったH部隊では、磁気機雷で脱出艦艇の動きを阻止できると考えていた。ところがストラスブールが外洋に出てしまったので、アークロイヤルの艦上機が発進すると共に（上述）、旗艦フッドが追撃を開始する。このときストラスブールの速力についてゆけなくなったブーゲンヴィル級通報艦のリゴー・ド・ジュヌイー（最大速力約17ノット）と遭遇した。フランス通報艦との交戦でH部隊（フッド、アリシューザ、エンタープライズ、駆逐艦部隊）は針路を乱し、ストラスブールを取り逃がした。ストラスブールと随伴部隊はフランス南東部のトゥーロンへ帰投できた。

## 結果
7月4日、イギリス潜水艦パンドーラ (HMS Pandora, N42) がアルジェ沖合で仏通報艦リゴー・ド・ジュヌイー (Rigault de Genouilly) を撃沈した。イギリス側は、ダンケルクがまだ戦闘力を残している事に気付く。サマヴィル提督の下令により、空母アーク・ロイヤルのソードフィッシュが再度オラン港を襲撃した。艦上攻撃機の雷撃によりダンケルクの側に停泊していた哨戒艇が被雷して沈没、その爆雷が水中で爆発した事によりダンケルクは甚大な被害を受ける。ダンケルクは浸水被害により着底した。
サマヴィルは、本国にフランス地中海艦隊の主力艦を3隻撃沈・着底させ無力化したと報告した。7月8日には、ダカールに停泊していた仏新鋭戦艦リシュリュー (Richelieu) を英空母ハーミーズ (HMS Hermes, 95) が襲撃し、ソードフィッシュの雷撃によってリシュリューを行動不能にした。
一連のカタパルト作戦によりイギリスは勝利を得たが、英仏関係的には芳しくない結果となった。フランスの世論は反英で激昂し、フランス（ヴィシー政権）は連合軍に対する決定的な不信感を抱く（ヴィシーフランスの外交関係）。6月16日にルネ・プレヴァンが仏英連合と継戦を提起していたが、この海戦でかき消されてしまった。
一方で、アメリカ合衆国との関係においては、政治的に絶大な効果をあげた。イギリスはナチス・ドイツに絶対に屈服しない、一国でも戦い抜くと全世界にアピールしたからである。7月15日から18日のアメリカ民主党全国大会では、フランクリン・ルーズベルト（現職大統領）が民主党の合衆国大統領候補となった。一方、ヒトラー総統はイギリスとの講和に確信をもてなくなった。ドイツ軍はイギリス本土上陸計画「アシカ作戦」の本格的準備に入り、制空権を掌握するためのバトル・オブ・ブリテンも始まった。
浮揚されたプロヴァンスは1940年11月にトゥーロンへ移動し、1942年11月に自沈した（トゥーロン港自沈）。ダンケルクは1942年1月にトゥーロンへ移動したが、同年11月にストラスブールやコマンダンテストなどと共に自沈した。

## 備考
本作戦は、イギリス艦隊（H部隊）を指揮したジェームズ・サマヴィル中将にとって、気が重く、後味の悪い任務となった。かつての同盟国との戦闘を快く思っておらず、攻撃には手心を加えていた。
ウィンストン・チャーチルは、サマヴィル中将に対し「貴官には、イギリスの提督がこれまで直面した最も不快にして最も困難な仕事をやってもらいたい」と打電した。また「私がこれまでに関係した決定のなかでも、最も不自然で、心苦しい」と、航空母艦アーク・ロイヤルの艦載機によるフランス地中海艦隊に対する攻撃の決定について語っている。

### 注
1. ↑  イギリスなど、一部の史家や資料ではダンケルク級戦艦を「巡洋戦艦」と評する[2][3]。
2. ↑  スクア2機、ソードフィッシュ3機。
3. ↑  ダンケルクは7月5日に空母アーク・ロイヤルのソードフィッシュに攻撃されて大破、着底した[4]（レバー作戦）。
4. ↑  メル・エル・ケビル事件とも[8]。
5. ↑  パリは無防備都市宣言をおこない、フランス政府は6月10日をもってパリからトゥールに移転した[19]。6月14日、フランス政府はトゥールからボルドーに移転した[20]。
6. ↑  7月1日、フランス政府はヴィシーに移動した[24]。
7. ↑  未完成のリシュリュー級戦艦は[30]、1番艦リシュリュー (Richelieu) が仏領西アフリカのダカールに[31]、2番艦ジャン・バール (Jean Bart) が仏保護領モロッコのカサブランカに避難していた[32][33]。
8. ↑  5月10日、ネヴィル・チェンバレン首相が辞任してチェンバレン戦時内閣が崩壊[15]、チャーチル海軍大臣が首相に任命されて挙国一致内閣が樹立した[35][36]。
9. ↑  ルーズベルト大統領はカナダ首相のウィリアム・ライアン・マッケンジー・キングと連絡をとり、イギリス海軍のカナダ移転について相談している[37]。
10. ↑  第一二、佛海軍歸属を繞る爭奪戰[39]　フランス艦隊の一部には新政府の命を奉じて本國に歸るべしとなすもの、反對に他方には仇敵ドイツに兜を脱ぐやうな政府は承認し得ない。飽までもイギリス艦隊と共に行動を續けてドイツを屈服せしむべきだとの強硬態度を執るものと二つに分裂するに至つた。
　以上のやうに艦隊内部が混亂を來し、議論が二分したのは敗戰といふ打撃が餘りにも大きかつたから已むを得ぬ事であらう。軍隊は指揮系統が一本になつて居てこそ強大な威力を發揮し得るであるが、事こゝに至つては烏合の衆に近くなり、實力の十分の一も發揮することは不可能となる。
　たゞこゝに問題となる事は獨英何れの側から考へてもこれが敵方に完全に接収された場合には、舊に倍した威力を發揮することが豫想される事だ。海軍力に劣るドイツは是が非でもフランス艦隊を無疵のまゝ手に入れたい。少くともイギリスの手に渡したくないのはあたりまへの事である。将棋でいふなら大駒を敵に渡すやうなものだ。飛車がないところへもう一つ角を渡せば敵は飛車角四枚を持つことになり、名人上手でも指し難くなる。
　イギリスとても思ひは同じでドイツへフランス艦隊を委ねてしまへば、鬼に金棒の強さになる事は明かであるから、ドイツに渡す位ならむしろフランス艦隊を潰してしまふ方が賢明の策だ、背に腹はかへられない。こゝにおいて昨日までは味方同士だつたフランス艦隊に對し、矛をさかさまにする非友誼、非人情を敢てしたのはオラン沖及びダカールにおけるイギリス艦隊のフランス艦隊に對する攻撃である。
11. ↑  第一三、佛艦隊英の手中に落つ[49] 獨佛停戰協定成立の直後七月三日午前主力艦三隻、航空母艦一隻、驅逐艦三隻其他よりなるイギリス艦隊は北阿アルゼリア領のオラン港に停泊中のダンケルク、ストラスブール兩主力艦以下のフランス艦隊に對して降伏又は自沈を勸告した。回答の期間は六時間であつたが、之に先立ちイギリス側は港口に磁氣機雷を敷設し、逃亡を阻止して置いた。拒絶の回答に接したイギリス艦隊は午後五時四十分直ちに砲撃を開始した。チャーチル英首相は四日の下院で「ドイツの手に渡ることを阻止する強硬手段である」と言明してゐる。ドイツ側の宣傳では回答期限を待たずに發砲したと報じその非を難詰してゐる。
　フランス艦隊は港内の足場の惡いところに碇泊してゐた上、イギリスの砲戰開始當時は汽罐の火を落してゐたので、應戰の遑のない中に大打撃を蒙つてしまつたのである。闇打的攻撃の犠牲となつたものは主力艦三隻、航空母艦一隻、驅逐艦二隻、その他數隻である。
　ヴイシー政府はイギリスの不法行爲を知るや否やアレキサンドリア軍港にあつて英艦との共同作戰に從事中だつた主力艦一隻、巡洋艦四隻、八吋砲装備艦三隻外小艦艇數隻に對し「即時アレキサンドリアを脱出して公海に出でよ、場合によつては砲撃しても差支なし」」との命令を發したが、優力なイギリス艦隊に立向ふを得ず、拿捕のうへ武装を解除されてしまつた。ダカール港には就役後間もない新鋭の主力艦リシュリュー號が碇泊してゐたが、七月八日英艦並に飛行機の魚雷攻撃を受け大破し艦尾を沈下してしまつた。カサブランカ港でも未完成の主力艦二隻が捕拿された。その他本國にあつて接収されたものは主力艦二隻、輕巡洋艦二隻、潜水艦、驅逐艦等多數に上つた。
　右のやうにフランスの主力艦は八隻の中或は撃沈され、或は武装解除され、或は接収されて滿足に殘つてゐるのは僅かにストラスブール一隻といふ惨めな有様である。
　今までの同盟國からかういふ惨酷な仕打を受けてはフランスとても黙してはゐられない。對英宣戰布告の説さへ出た程であつたが完全にフランスがイギリスを敵に廻し、ドイツと共にヨーロッパの新秩序を建設するに決したのはドイツ外交の成果が現れた極く最近の事である。今後フランスはアフリカ西岸の諸基地を提供し、殘つた海軍力もドイツと協力する事にならうが、早く手を打つてフランス艦隊を潰滅せしめたチャーチル首相は海上の勝利を得たが、フランスを完全にドイツに委ねた點に於て必ずしも上乗の策とは云へまい。さるにてもドイツにとつてフランス艦隊の喪失は惜みても餘りある事に相違ない。
12. ↑  イギリス地中海艦隊はマルタを母港としていたが、第二次世界大戦前にアレクサンドリアへ根拠地を変更した[55]。
13. ↑  イタリア王国が第二次世界大戦前から建造していたリットリオ級戦艦は、1940年中盤に就役した[57]。
14. ↑  イギリス本土上陸作戦の前哨戦としてバトル・オブ・ブリテンが始まろうとしていたが[58]、これはドイツ空軍 (Luftwaffe) とイギリス空軍 (Royal Air Force) が主役であった。
15. ↑  1940年6月下旬の時点ではイラストリアス級航空母艦の配備が間に合わず、アークロイヤル以外のイギリス残存空母は4隻（改造空母フューリアス、改造空母イーグル、軽空母ハーミーズ、軽空母アーガス）に過ぎなかった[59]。
16. ↑  駆逐艦フォークナー (HMS Faulknor, H62) 、フォックスハウンド (HMS Foxhound, H69) 、フィアレス (HMS Fearless, H67) 、フォレスター (HMS Forester, H74) 、フォアサイト (HMS Foresight, H68) 、エスコート (HMS Escort, H66) 、ケッペル (HMS Keppel, D84) 、アクティヴ (HMS Active, H14) 、ウェスタ― (HMS Wrestler, D35) 、ヴィデット (HMS Vidette, D48) 、ヴォアティガーン (HMS Vortigern, D37) 。
17. ↑  モガドール級大型駆逐艦2隻（モガドール、ヴォルタ）、ル・ファンタスク級大型駆逐艦1隻（ル・テリブル）、ヴォークラン級大型駆逐艦ケルサン、シャカル級大型駆逐艦（リンクス、ティーガー）。
18. ↑  ホランド大佐は、フランス駐在武官の経験を持つ[70]。
19. ↑  戦闘機輸送任務中だった空母ベアルンや練習巡洋艦ジャンヌ・ダルクはマルティニークに退避した。
20. ↑  ダンケルク級戦艦の主砲は、艦尾側に死角がある。
21. ↑  『撃沈戦記』（1988年）308頁では「ブルターニュ沈没時に、ル・パパーン艦長と第2戦隊司令官ボーザン少将が艦と運命を共にした。」と記述する[74]。実際は、ルイーズ・ルネ・エドモン・ル・パパーン大佐はブルターニュ沈没から生還し、1962年3月8日に死去した。第2戦隊司令官ジェームズ・フェリックス・エマニュエル・ボーザン少将はプロヴァンスを旗艦としており、1977年2月13日に死去した。
22. ↑  ほかにカーチスH.75（P-36のフランス輸出仕様）が、スクア2機を撃墜したという。
23. ↑  ブルターニュは爆沈し、ダンケルクは15インチ砲による艦砲射撃とレバー作戦で大破着底、プロヴァンスも着底した[68]。
24. ↑  1940年アメリカ合衆国大統領選挙を経て11月5日にルーズベルトが合衆国大統領に再選され、チャーチルは安堵した[80]。